# 最愛の子ども
『最愛の子ども』（さいあいのこども）は、日本の小説家松浦理英子による小説である。
『文學界』2017年2月号に掲載された。単行本は、2017年4月26日に文藝春秋より刊行された。単行本の装丁は、ミルキィ・イソベ (Studio Parabolica) による。2017年、第45回泉鏡花文学賞を受賞する。
著者の松浦は、「『裏ヴァージョン』という作品の中に、この小説の構想がある」「一言で言えば、男性や大人たちから好かれない、愛されない少女たちの物語。少女であることが無力でつらいことだと、孤独なことだと思っている若い女性に読んで欲しい」「女子高校生たちが主体の共同体でみずから物語を物語るという形を作りたかった」と語っている。

## あらすじ
神奈川県にある私立玉藻学園では、男女が別々のクラスに分けられている。高等部の2年4組には、日夏、真汐、空穂の仲睦まじい3人組がいる。日夏は真汐に対して態度や喋り方が常に優しく、また真汐は日夏に対して素直で信頼を置いているようにみえることなどから、3人組のクラスメイトである〈わたしたち〉は、日夏のことを〈パパ〉、真汐のことを〈ママ〉と呼んでいた。さらに、空穂が日夏と真汐に挟まれて、2人に懐いていることから、空穂は〈王子様〉と呼ばれていた。そして、〈わたしたち〉は、日夏、真汐、空穂の3人組を〈わたしたちのファミリー〉と呼んで、あたかもアイドルであるかのように愛でたり観賞したりする。

## 主な登場人物
舞原日夏
私立玉藻学園高等部2年4組の生徒。〈パパ〉と呼ばれている。
今里真汐
私立玉藻学園高等部2年4組の生徒。〈ママ〉と呼ばれている。
薬井空穂
私立玉藻学園高等部2年4組の生徒。〈王子様〉と呼ばれている。

## 書評
小説家の山田詠美は、「本の扉を開いたと同時に松浦さんだけがつくり得るドールハウスをのぞいたような気持ちになった。読み進めていくうちに、濃密な世界に松浦さん独特の言葉が結露のように落ちてくる。現実社会と幻想の社会を行き来して、泉鏡花の賞にふさわしい」と評している。批評家の佐々木敦は、「この極めて寡作の作家が真に途方もない才能の持ち主であることをまざまざと見せつける鮮烈な傑作である」と評している。ライターの岡崎武志は、「流行のジェンダー論や物語の神話性によりかからず、女性の『性愛』を表現し尽くして、ただただ見事だ」と評している。
文芸評論家の千石英世は、「JK女子高生たちの源氏名による性愛の共和国。本作はその幻影を幻影として、繊細にまたユーモラスに語り聞かせる」と評している。小説家の青山七恵は、「一読者として松浦氏の著作に触れるたび、手中にある関係性の地図が吹っ飛ばされるような目眩と歓喜を覚えてきた」とし、これからも長い道のりを歩んでいくためのものを差し出されたように思う、との旨を述べている。